# Zabolottea, Rokîtne
Zabolottea (în ucraineană Заболоття) este un sat în comuna Berezove din raionul Rokîtne, regiunea Rivne, Ucraina.

## Demografie
Componența lingvistică a localității Zabolottea
     Ucraineană (99,76%)
     Alte limbi (0,24%)
Conform recensământului din 2001, majoritatea populației localității Zabolottea era vorbitoare de ucraineană (99,76%), existând în minoritate și vorbitori de alte limbi.